# نوئله ایر افایرس گابون
نوئله ایر افایرس گابون (به انگلیسی: Nouvelle Air Affaires Gabon) یک شرکت هواپیمایی با کد یاتا SG است که در ۱۹۷۵ میلادی تأسیس شده‌است. دفتر مرکزی نوئله ایر افایرس گابون در لیبرویل، گابن واقع شده‌است و قطب این شرکت هواپیمایی در فرودگاه بین‌المللی لیبرویله قرار دارد.